# Devendra
Genre
Devendra est un genre d'araignées aranéomorphes de la famille des Zoropsidae.

## Distribution
Les espèces de ce genre sont endémiques du Sri Lanka.

## Liste des espèces
Selon World Spider Catalog (version 18.5, 04/12/2017) :
- Devendra amaiti Polotow & Griswold, 2017
- Devendra pardalis (Simon, 1898)
- Devendra pumilus (Simon, 1898)
- Devendra saama Polotow & Griswold, 2017
- Devendra seriatus (Simon, 1898)

## Publication originale
- Lehtinen, 1967 : Classification of the cribellate spiders and some allied families, with notes on the evolution of the suborder Araneomorpha. Annales Zoologici Fennici, vol. 4, p. 199-468.